# 陳揚 (政治人物)
陳揚（1988年7月18日—），中華民國政治人物，中國國民黨籍，現任屏東縣議員。

## 早年
陳揚具有原住民血統，在三地門鄉青山村長大。他畢業於屏東科技大學，早年擔任屏東市公所新聞聯絡人，同時也是屏東小鎮新聞主播。

## 政治生涯
2018登記參選第十九屆屏東縣議員第一選區，並成功當選。
2022登記參選第二十屆屏東縣議員第一選區，並連任成功。

## 選舉紀錄
| 年度 | 選舉屆數               | 選舉區           | 所屬政黨   | 得票數 | 得票率 | 當選標記 | 備註 |
| ---- | ---------------------- | ---------------- | ---------- | ------ | ------ | -------- | ---- |
| 2018 | 第十九屆屏東縣議員選舉 | 屏東縣第一選舉區 | 中國國民黨 | 8,707  | 8.58%  |          |      |
| 2022 | 第二十屆屏東縣議員選舉 | 屏東縣第一選舉區 | 中國國民黨 | 4,675  | 4.97%  |          |      |

## 外部連結
- 陳揚的Facebook粉絲专页
- 陳揚的Instagram